# Маяк на краю света (фильм)
«Маяк на краю света» (англ. The Light at the Edge of the World) — приключенческий художественный фильм по мотивам одноимённого романа Жюля Верна, экранизация 1971 года.

## Сюжет
1865 год. Уилл Дентон — смотритель маяка, расположенного на небольшом острове в районе мыса Горн. Уилл бежал от цивилизации, пытаясь скрыться от своего сложного прошлого, в котором было обвинение в убийстве. К маяку прибывает аргентинский военный корабль под командованием капитана Морица. Одновременно маяк подвергается нападению со стороны команды пиратов, которые собираются направить корабли на скалы и затем захватить их как добычу. Во главе пиратов стоит капитан Джонатан Конгре.
Пираты захватывают аргентинский корабль и маяк. Помощники смотрителя маяка и часть команды во время нападения погибли, но Уиллу удаётся скрыться. Объединившись со спасшимся после крушения с одного из кораблей итальянцем Монтефьоре, Уилл Дентон даёт отпор пиратам, пользуясь тактикой партизанской войны. Конгре берёт в заложники одну из выживших, очаровательную англичанку Арабеллу, угрожая убить её. Захватив пушку пиратов, Дентон пускает ко дну их корабль. В концовке гибнут все, кроме Дентона и Конгре. Их поединок на вершине горящего маяка заканчивается смертью Конгре, упавшего на камни. Выживший Дентон спускается вниз и видит приближающийся корабль.

## Роли исполняли
- Кирк Дуглас  — Уилл Дентон
- Юл Бриннер — Джонатан Конгре
- Саманта Эггар — Арабелла
- Жан-Клод Друо — Виргильо
- Фернандо Рей — капитан Мориц
- Ренато Сальватори — Монтефьоре
- Массимо Раньери — Филипе
- Альдо Самбрель — Тарканте
- Тито Гарсия — Эмилио
- Виктор Израэль — Дас Мортес
- Антонио Ребольо — Сантос
- Луис Барбу — Ларга
- Тони Сайрус — Вальгольо
- Оскар Дэвис — Амадор
- Алехандро де Энчизо — Мораббито
- Мартин Ювенте — Балдуино
- Джон Кларк — Мэтт
- Мария Борге — Эмили Джейн
- Хуан Касалилья — капитан Лафайет

## Съёмочная группа
Режиссёр: Кевин Билингтон
Продюсеры:
- Кирк Дуглас
- Альфредо Матас — исполнительный продюсер
- Александр Салкинд — исполнительный продюсер
- Илья Салкинд — продюсер

Сценаристы:
- Том Роу
- Рэйчел Билингтон

Операторы:
- Анри Декаэ
- Сесилио Панагуа

Композитор: Пьеро Пиччони
Художники:
- Дирдри Клэнси по костюмам
- Энрике Аларкон

Монтажер: Берт Бейтс